# Samuel Troilius
Samuel Troilius, född 22 maj 1706 i Stora Skedvi, död 18 januari 1764 i Uppsala, var en svensk ärkebiskop.

## Biografi
Samuel Troilius var son till kyrkoherden i Stora Skedvi socken Olof Troilius och Helena Gangia (Petrus Petri Gangius dotter), och härstammade från Bureätten genom Jacobus Waltheri Güthræus. Han inskrevs 1714 vid Uppsala universitet och fick där personlig undervisning. Efter en tid som mentor och informator hos sin släktingar Johan Upmarck Rosenadlers söner, erhöll Samuel Troilius stipendium som han använde för att disputera. Avhandlingen hette De magnetismo morum naturali och lades fram 1732. Två år senare blev han magisterdocens i vältalighet och grekiska i Uppsala.
Under tjänstgöring som huspredikant åt Ture Gabriel Bielkeprästvigdes Troilius 1736 och redan 1740 blev han hovpredikant. Han blev också biktfader till kung Fredrik I och Ulrika Eleonora, samt överhovpredikant. I Stockholm hade han vid sidan av detta flera tjänster som kyrkoherde i bland annat Riddarholmskyrkan och Klara församling, tillika som första ordenspredikant 1748.
År 1751 utnämndes Troilius till biskop i Västerås stift, och blev året därefter teologie doktor. Hans barn adlades år 1756 på namnet von Troil för hans förtjänster. Troilius valdes till ärkebiskop 1758. På den posten invaldes han även som ledamot nummer 164 av Kungliga Vetenskapsakademien.
I egenskap av ärkebiskop utövade Samuel Troilius ett stort inflytande på politiken. Han förde en hattpolitik och var en av de främsta ledarna för hattpartiet på 1750-talet. Som företrädare för frihetstidens ideal verkade han med styrka mot att kungahuset fick ökat politiskt inflytande, och fördömde revolutionsförsöken 1756. Samuel Troilius har sagts vara den som påbörjade sekulariseringen av kyrkan. Trots det var han i vissa avseenden traditionalist och försökte, dock förgäves, få 13 kvinnor dömda för häxeri under sex år., häxprocessen i Ål.
1760 övertog Troilius Vira bruk efter sin svåger Reinhold Angerstein som då avlidit, men hade årtiondet dessförinnan lidit svåra ekonomiska förluster då hans hem på Norrmalm i Stockholm brann upp och med det hans stora bibliotek och handskrifter. 
Han avled 1764 i Uppsala, och begravdes i Västerås domkyrka där han har en minnesvård av marmor.  
Troilius första hustru Anna Elisabeth Angerstein var dotter till en brukspatron från Vikmanshyttan och hennes mor var syster till Reinhold Rückersköld som adlades Rückersköld. Hans andra hustru var Brita Elisabeth Silfverstolpe. Dottern Wilhelmina von Troil från andra äktenskapet var mor till generalbefälhavare, friherre Gustaf Adolf Hierta, och sonen Knut från andra äktenskapet upphöjdes till finsk friherre. En dotter i första äktenskapet blev fru till Erik Lamberg. Sonen Uno blev ärkebiskop.